# خوسيه أنطونيو رودريغيز لوبيز
خوسيه أنطونيو رودريغيز لوبيز (بالإسبانية: José Antonio Rodríguez López)‏ (12 فبراير 1938 في إسبانيا - ) هو لاعب كرة قدم إسباني في مركز الدفاع. لعب مع أتلتيكو مدريد ونادي إلتشي ونادي إيركوليس.

## وصلات خارجية
- خوسيه أنطونيو رودريغيز لوبيز على موقع قاعدة بيانات كرة القدم.إي يو (الإنجليزية)